# Acheulià
L'acheulià és el nom donat a una indústria lítica d'eines de pedra associada amb els homínids prehistòrics durant el Paleolític inferior a través de l'Àfrica i fins a l'Àsia occidental i Europa. Les eines acheulianes són típiques en restes d'Homo erectus.
L'aparició de la indústria lítica de l'acheulià és una de les grans fites de l'evolució humana, amb la que apareix un comportament complex, expressat en la fabricació recurrent d'eines de tall de grans dimensions senzilles i elaborades, i destrals bifacials, amb formes estandarditzades, que implica una previsió i una planificació més avançades per part dels homínins que les que requeria la tecnologia anterior. En un jaciment arqueològic a Gona, al nord d'Etiòpia es van trobar les eines olduvaianes més antigues conegudes al costat dels cranis BSN12 de 1,26 milions d'anys, i el DAN5 d'entre 1,6 i 1,5 milions d'anys. Les dues tecnologies van conviure simultàniament durant centenars de milers d'anys.
Ha estat la tecnologia dominant per la vasta major part de la història humana i més d'un milió d'anys enrere van ser els que feien servir eines acheulianes els que van deixar l'Àfrica per a colonitzar satisfactòriament Euràsia per primer cop. Les seves destrals ovals distintives s'han trobat per tota una àmplia àrea i alguns exemples assolien un alt nivell de sofisticació, suggerint que les arrels de l'art, economia i organització social humans van néixer com a resultat del seu desenvolupament. Encara que es va desenvolupar a l'Àfrica, la indústria s'ha anomenat pel lloc tipus de Saint Acheul, avui en dia un suburbi d'Amiens a la França septentrional, on alguns dels primers exemples es van identificar al segle xix.

## Origen de l'acheulià

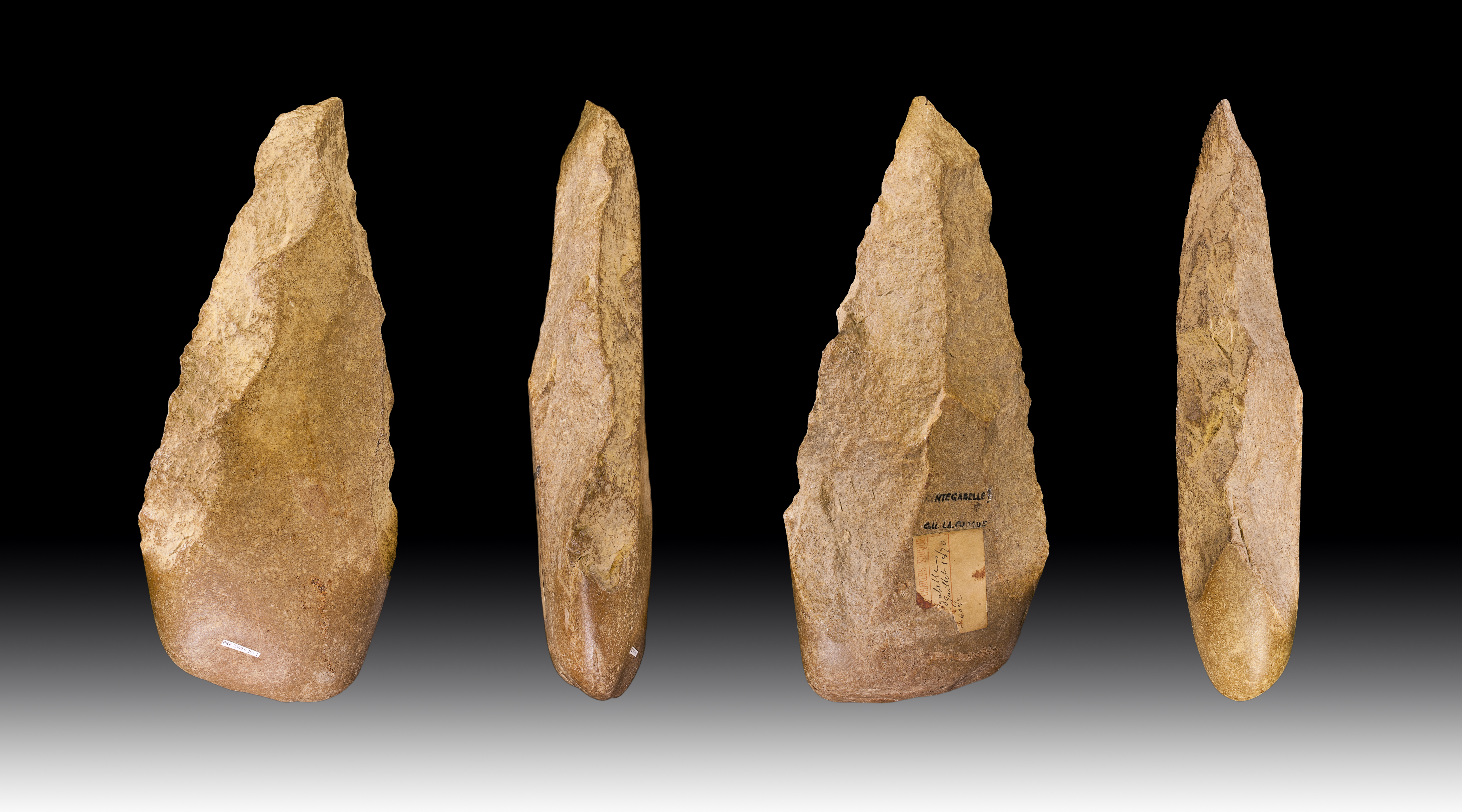
Una destral acheuliana

En termes generals, l'ús de les tècniques acheulianes s'emplaça a dins del període que comença cap a fa 1,65 milions d'anys fins en fa 100.000, i va néixer a la regió de la Turkana occidental, a Kenya, des d'on es va estendre a través del continent de l'Àfrica, excepte la densa selva pluvial al voltant del riu Congo. Aquesta primerenca indústria humana d'eines es va desenvolupar o bé com a conseqüència d'un o més períodes glacials o interglacials, o bé amb l'aparició de l'Homo ergaster o Homo erectus primerenc, qui va fer servir aquesta tècnica exclusivament. En les quatre divisions de treballs lítics prehistòrics, els artefactes acheulians es classifiquen com a mode 2, que vol dir que són més avançats que les (generalment anteriors) eines del mode 1 de les indústries clactonianes o olduvaianes/abbevil·lianes. És gairebé segur que aquesta indústria va seguir l'evolució de l'olduvaià, mètode de producció d'eines més grotesc, ja que en els primers temps compartia nombroses formes d'ascla i de nucli d'estil olduvaià. Aquesta primera etapa es coneix com a olduvaià evolucionat i és pràcticament segur que fos la transició entre l'olduvaià i l'acheulià.
A l'Àfrica, hi ha una diferència distintiva en les eines fetes abans i després de fa 600.000 anys, amb el grup més antic en què n'eren més gruixudes i menys simètriques, i el més recent en què estaven més extensivament retocades.

## Acheulià antic
Els productors d'eines acheulianes del mode dos també van fer servir el mètode d'eines d'ascla del mode 1, però el van complementar fent servir os, banya, o fusta per a afilar eines de pedra. Aquest tipus de martell, comparat amb la pedra, té més control sobre l'afilat de l'eina acabada. A diferència de les anteriors indústries de mode 1, en aquesta era el nucli que es valorava per sobre de les ascles que en sortien. Un altre avenç va ser que les eines del mode 2 es treballaven simètricament i a les dues cares, cosa que indica una cura més gran en la producció de l'eina final. Un martell de pedra dur es faria servir primer per a esbossar l'afilat de l'eina de la pedra removent grans ascles. Aquestes grans ascles es podien reutilitzar per a crear eines. El fabricant d'eines treballaria al voltant de la circumferència del nucli de pedra restant, removent petites ascles alternativament de cada cara. La cicatriu creada per remoure cada ascla proveiria una plataforma de colpeig per a remoure la següent. Cops mal donats o desperfectes al material fet servir podria causar problemes, però un fabricant d'eines destre les podria superar.
La innovació primària associada amb els bifaços acheulians és que la pedra era treballada sistemàticament i en ambdues cares. Per l'última raó, els bifaços són, juntament amb els fonadors, coneguts com a eines bifaces. Els tipus d'eines acheulianes inclouen bifaços punxeguts, simètrics i ovalats (referint-se a l'afilat de l'eina final), fonadors, ascles retocades, rascadores, i còdols segmentats. Els materials fets servir es determinaven segons el tipus de pedra local disponible; a l'Àfrica, les roques sedimentàries i ígnies com la lutolita i el basalt eren les que es feien servir més amplament. Altres materials font inclouen el sílex, la calcedònia, la quarsita, l'andesita, el gres, el xert i l'esquist. Fins i tot, es podien explotar roques relativament toves com la pedra calcària. En tots els casos, els productors d'eines van treballar els seus bifaços a prop de la font dels materials, la qual cosa suggereix que l'acheulià era un conjunt de tècniques emprades entre grups individuals. Algunes eines més petites es feien de grans ascles que havien estat tallades de nuclis de pedra. Aquestes eines d'ascla i les distintives ascles deixalla produïdes en la indústria d'eines acheuliana suggereixen una tècnica més considerada, una que va requerir que el productor d'eines pensés un o dos passos per endavant durant la feina, cosa que necessitava una clara seqüència de passos per a crear, potser, diverses eines.
Les eines acheulianes tenen un cantó tallant d'utilitat mitjana de 20 cm, que les fa molt més eficients que la mitjana de 5, com de les eines olduvaianes. Generalment no hi havia cap especialització en els diferents tipus creats, eren multi-usos. Les funcions incloïen tallar fusta d'un arbre, tallar carcasses animals com també pells quan fos necessari. Algunes eines poden haver convingut millor per a desenterrar arrels o descarnar animals que no pas res, tot i això. Els bifaços ovals també podrien haver estat un tipus de disc de caça per a llançar-se a la presa, o de vegades podrien tenir un altre propòsit que pas el funcional. Els que utilitzaven les eines acheulianes també podrien haver adoptat els bifaços com a artefacte social, significant que encarnava alguna cosa més enllà de les seves funcions d'una eina de carnisseria o per a tallar fusta. Conèixer com crear i fer servir aquestes eines hauria estat una destresa valuosa i jugar un rol en la identitat dels seus propietaris i les seves interaccions amb els altres. Alguns bifaços especials podrien haver estat fets i exhibits per mascles a la recerca de parella, fent servir un bifaç gran i ben fet per a demostrar que posseïen suficient força i destresa per a transmetre a la seva descendència. Un cop havien atret a una femella a un grup de recol·lecció, podrien haver abandonat les seves destrals.
La gent d'aquest període complementaven la caça amb la furga entre animals ja morts. Durant l'Epipaleolític, els humans caçadors-recol·lectors que vivien una vida nòmada ocupaven temporalment coves, i empraven cabanes i tendes, senzilles, lleugeres i ràpides de muntar, però a finals del Paleolític superior es construïen campaments d'hivern amb grans cabanes enfonsades parcialment o del tot en el terreny, amb paviment de pedres i una gruixuda de pells, sostinguda amb pals de fusta o ossos de mamut. Actualment, les primeres estructures construïdes expressament confirmades es troben a França al jaciment de Terra Amata, juntament amb les primeres evidències de foc artificial a Europa, de 400.000 anys d'antiguitat. El foc ja estava aparentment explotat. És possible que els acheulians posseïssin l'habilitat de fer servir el llenguatge i un nivell intel·lectual més elevat que no pas els primers homínids, el que també els permetria expressar-se artísticament.

### Expansió a fora de l'Àfrica

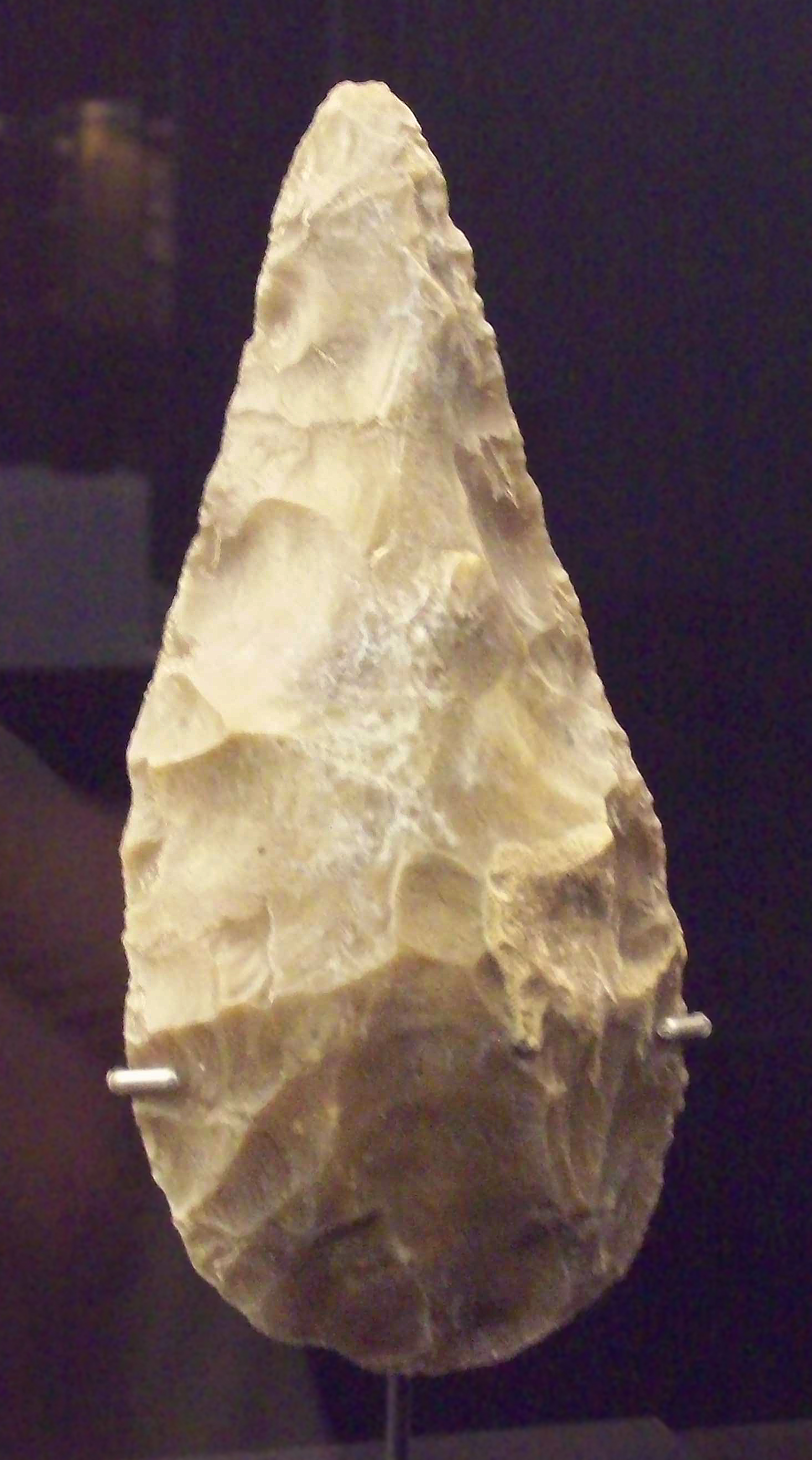
Bifaç acheulià de 200.000 anys BP trobat a Madrid.

Des de l'Àfrica el seu ús es va difondre cap al nord i l'est a partir de fa un milió d'anys per a cobrir la terra d'Àsia des de l'Anatòlia a través de la península Aràbiga, els actuals Iran i Pakistan fins al subcontinent indi i més enllà. A Europa els acheulians van arribar a la plana pannònia i les regions de la Mediterrània occidental com també als actuals França, els Països Baixos, l'Alemanya occidental i la Gran Bretanya meridional i central. Les àrees més septentrionals no van veure ocupació humana a causa de la glaciació. És possible que existís la Línia Roe. Aquesta travessaria l'Àfrica del Nord fins a Israel i després fins al subcontinent indi i separaria dues tècniques diferents fetes servir pels fabricants d'eines acheulianes. Al nord i l'est de la Línia Roe, els bifaços acheulians es farien directament de grans nòduls i nuclis de pedra mentre al sud i l'oest es farien d'ascles separades d'aquests nòduls. A més a més, hi va haver una superposició cronològica considerable, en algunes regions, de grups de tècnica acheuliana amb altres indústries menys sofisticades com el clactonià. A l'Europa occidental s'hi va fer servir el sílex com a principal material d'elaboració, que és el que s'associa més sovint amb les eines. El foc hauria estat necessari a l'hora de colonitzar l'Euràsia, més freda que no pas l'Àfrica.

## Acheulià recent
Fa 600.000 anys, la tècnica acheuliana es va perfeccionar cap a un retoc més extensiu. Aquesta aproximació més sofisticada es podria deure a l'aparició de l'Homo heidelbergensis. Un cop l'afilat esbossat estava creat, una fase més d'asclat s'emprenia per a fer l'eina més prima. Les ascles primes es treien fent servir un martell més suau, com l'os o la banya. El martell suau requeria més preparació acurada de la plataforma de colpeig i aquest es fregaria fent servir una pedra aspra per a assegurar que el martell no relliscava quan es picava. L'afilat final s'aplicava llavors a la vora tallant utilitzable de l'eina, un altre cop fent servir l'extracció fina d'ascles. Algunes eines acheulianes s'afilaven en canvi per l'extracció d'una última ascla. Aquesta es picava des del cantó lateral del bifaç proper a l'àrea tallant pretesa, resultant en l'extracció d'una ascla que seguia la fulla de la destral per a crear un cantó pulcre i molt afilat per a treballar.
La tecnologia del mode 3 va emergir cap al final del domini acheulià i incloïa la tècnica Levallois, més famosament explotada per la indústria mosteriana. Les formes d'eines de transició entre les dues s'anomenen Mosterià de tradició acheuliana, o tipus MTA. El primerenc o no-modern (de transició) Homo sapiens idaltu va fer servir eines acheulianes tardanes com també ho van fer les espècies proto-Neanderthals. Hi ha una superposició cronològica considerable, en algunes regions, de grups de tècnica acheuliana amb el mosterià, la (generalment posterior) tecnologia més sofisticada del Paleolític mitjà de mode 3.